# روبرت ك. إندرز
روبرت ك. إندرز (بالإنجليزية: Robert Enders)‏ هو عالم حيوانات أمريكي، ولد في 22 سبتمبر 1899 في إسيكس في الولايات المتحدة، وتوفي في 25 يناير 1988 في سوارثمور في الولايات المتحدة.